# Mickaël Hay
Pour les articles homonymes, voir Hay.
Mickaël Hay, né le 27 septembre 1974 à Bressuire, est un joueur professionnel puis entraîneur de basket-ball.

## Biographie
Hay arrête sa carrière de joueur à la Jeunesse laïque de Bourg-en-Bresse en novembre 2006 et en janvier 2007, il devient entraîneur d'Angers alors en Pro B. Angers redescend en NM1 pour la saison 2007-2008. Après son passage à Angers, il devient assistant de Gregor Beugnot avec l'Élan sportif chalonnais, club avec lequel il remporte le championnat de France, la Coupe de France, et la  semaine des As lors de la seule saison 2011-2012, saison où le club dispute également une finale européenne avec EuroChallenge 2012.
Au début de juin 2013, à la suite du départ de Gregor Beugnot, il est promu entraîneur du club chalonnais,. Ses trois frères et sa sœur sont également des anciens basketteurs devenu entraîneur (trois d'entre eux au Réveil Bressuirais, club de basket-ball de Bressuire) par la suite.
En octobre 2013, après un mauvais début de saison de l'Élan Chalon (3 défaites en 4 rencontres), Mickaël Hay est démis de ses fonctions. Un mois plus tard, il retrouve un poste d'entraîneur à Blois. Hay est démis de ses fonctions en février 2024 en raison de résultats jugés insuffisants.
En juin 2024, Hay devient entraîneur de l'Élan béarnais Pau-Lacq-Orthez, club évoluant en deuxième division.

## Carrière

### Joueur
- 1994 - 1998 :  Angers BC 49 (Pro B)
- 1998 - 2001 :  Élan sportif chalonnais (Pro A)
- 2001 - 2002 :  Cercle Saint-Pierre de Limoges (Pro A)
- 2002 - 2003 :  Angers BC 49 (Nationale 1)
- 2003 - 2004 :  Angers BC 49 (Pro B)
- 2004 - 2006 :  Hermine de Nantes Atlantique (Pro B)
- 2006 - 2007 :  Jeunesse laïque de Bourg-en-Bresse (Pro A)

### Entraîneur
- 2007 - 2010 :  Angers (Pro B et Nationale 1)
- 2013 :  Élan sportif chalonnais (Pro A)
- 2013 - 2024 :  Abeille des Aydes Blois Basket (Nationale 1, Pro B, puis Betclic Élite)
- depuis 2024 :  Élan béarnais Pau-Lacq-Orthez (Pro B)

### Entraineur adjoint
- 2011 - 2013 :  Chalon-sur-Saône (Pro A)

## Palmarès

### Joueur
- Finaliste de la Coupe Saporta en 2001
- MVP Nationale 1 2002-2003
- meilleur marqueur français de Pro B 2003 - 2004

### Entraîneur
- Médaillé de bronze aux Championnats d'Europe de basket U20 comme coach de l'Équipe de France U20.
- Champion de France de Pro B 2018 avec l'ADA Blois
- Vainqueur des playoffs de Pro B 2022 et promotion en Betclic Élite avec l'ADA Blois
- Champion de France NM1 en 2016
- Finaliste des playoffs NM1 en 2010 et 2015

### Assistant entraîneur
- Champion d'Europe avec l'équipe de France masculine U20 en 2023[8].
- Champion de France en 2012[9].
- Vainqueur de la Coupe de France 2012[10].
- Vainqueur de la Semaine des As 2012[11].
- Finaliste de l'EuroChallenge 2012[12].